# Julio Sadorra
Julio Catalino Sadorra est un joueur d'échecs philippin né le 14 septembre 1986. Grand maître international depuis 2011, il a remporté le championnat open des États-Unis (US Open) en 2013.
En juillet 2018, il est le numéro un philippin avec un classement Elo de 2 549 points.

## Biographie et carrière
Julio Sadorra s'est installé aux États-Unis en 2009 pour poursuivre ses études.
Lors de la Coupe du monde d'échecs 2017, il fut éliminé au premier tour par Maksim Matlakov.

## Compétitions par équipe
Julio Sadorra a joué au premier échiquier de l'équipe des Philippines lors des olympiades de 2014 et 2016. En 2014, il marqua 6,5 points sur 11. Lors de l'Olympiade d'échecs de 2016, il marqua 5 points sur 8 et réussit à annuler sa partie avec le champion du monde Magnus Carlsen.